# Маккенна, Шарлотта
Шарло́тта (Чарли) Макке́нна (англ. Charlotte "Charley" McKenna; род. 18 февраля 1975, Обан, Аргайл) — шотландская кёрлингистка на колясках.
В составе сборной Шотландии участник чемпионата мира 2020 (заняли девятое место). В составе смешанной парной сборной Шотландии участник чемпионатов мира на колясках среди смешанных пар (лучший результат — серебряные призёры в 2025).
В «командном» кёрлинге на колясках (команда из четырёх человек) играет в основном на позиции первого.

## Достижения
- Чемпионат мира по кёрлингу на колясках среди смешанных пар: серебро (2025).

## Команды
| Сезон                                                                      | Четвёртый         | Третий           | Второй        | Первый               | Запасной                                | Турниры               |
| -------------------------------------------------------------------------- | ----------------- | ---------------- | ------------- | -------------------- | --------------------------------------- | --------------------- |
| 2019—20                                                                    | Хью Нибли         | Роберт Макферсон | Гэри Смит     | Шарлотта Маккенна    | Меган Доусон-Фаррелл тренер: Шейла Суон | ЧМК 2020 (9 место)    |
| 2020—21                                                                    | Хью Нибли         | Грегор Юэн       | Дэвид Мелроуз | Меган Доусон-Фаррелл | Шарлотта Маккенна тренер: Шейла Суон    | ЧМК 2021 (6 место)    |
| Кёрлинг на колясках среди смешанных пар (wheelchair mixed doubles curling) |                   |                  |               |                      |                                         |                       |
| 2022—23                                                                    | Шарлотта Маккенна | Дэвид Мелроуз    |               |                      | тренеры: Робин Брайдон, Kenny More      | ЧМКСП 2023 (8 место)  |
| 2023—24                                                                    | Шарлотта Маккенна | Гэри Смит        |               |                      | тренер: Niall Ryder                     | ЧМКСП 2024 (10 место) |
| 2024—25                                                                    | Шарлотта Маккенна | Хью Нибли        |               |                      | тренер: Niall Ryder                     | ЧМКСП 2025            |

(скипы выделены полужирным шрифтом)